# Рудольф Ноак
Рудольф Ноак (нім. Rudolf Noack, 30 березня 1913, Гамбург, Німецька імперія — 30 червня 1947, Лебедянський район, СРСР) — німецький футболіст, що грав на позиції нападника, зокрема, за клуб «Гамбург», а також національну збірну Німеччини.
Дворазовий чемпіон Австрії. Володар Кубка Німеччини. 

## Клубна кар'єра
У футболі дебютував 1931 року виступами за команду «Гамбург», в якій провів дев'ять сезонів. За цей час став володарем Кубка Німеччини
Завершив професійну ігрову кар'єру у клубі «Ферст Вієнна», за команду якого виступав протягом 1942—1944 років. За цей час двічі виборював титул чемпіона Австрії.

## Виступи за збірну
1934 року дебютував в офіційних матчах у складі національної збірної Німеччини. Протягом кар'єри у національній команді, яка тривала 4 роки, провів у її формі 3 матчі, забивши 1 гол.
У складі збірної був учасником чемпіонату світу 1934 року в Італії, де зіграв в одному матчі з Чехословаччиною (1-3).
Був на фронті, загинув 30 червня 1947 року на 35-му році життя як солдат у радянському полоні у Лебедянському районі біля міста Орськ.

## Титули і досягнення
- Чемпіон Австрії (2):

«Ферст Вієнна»: 1942-1943, 1943-1944
- Володар Кубка Німеччини (1):

«Ферст Вієнна»: 1943
- Бронзовий призер чемпіонату світу: 1934